# Tectaria rufovillosa
Tectaria rufovillosa är en ormbunkeart som först beskrevs av Eduard Rosenstock, och fick sitt nu gällande namn av Carl Frederik Albert Christensen. Tectaria rufovillosa ingår i släktet Tectaria och familjen Tectariaceae. Inga underarter finns listade.